# Antonio Caldara

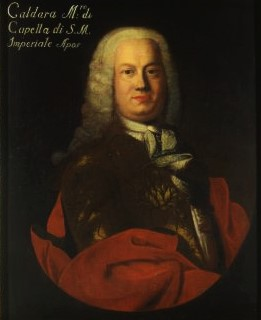
Antonio Caldara

Antonio Caldara, född 1670 eller 1671 i Venedig, död 16 december 1736, var en italiensk barockkompositör och kapellmästare.
Caldara var från 1716 vice hovkapellmästare i Wien hos Karl VI. Lärd kontrapunktist och tillika melodiker, skrev han god kyrkomusik som mässor, motetter, kantater, en 16-stämmig Crucifixus med mera. Han skrev även över 100 operor, 50 oratorier, ca. 300 solokantater samt kammarmusik, bl.a. triosonater i Corellis stil.